# Dedeman
Dedeman er en rumænsk detailhandelsvirksomhed, der driver 55 varehuse i Rumænien med byggemarkeds- og møbelartikler. De har hovedkvarter i Bacău, hvor virksomheden blev etableret af Adrian og Dragoș Pavăl i 1992.